# František Pubal
František Xaverius Pubal (26. října 1851, Buk u Vimperka – 15. června 1923, Brandýs nad Labem) byl kronikář, knížecí arcibiskupský notář a farář ve Sluhách.

## Život
František Xaverius Pubal se narodil jako druhý nejstarší z deseti dětí v rodině mlynáře. Jeho otcem byl František Pubal, matkou Anna Fiedlerová. Ze sourozenců se dospělého věku dožili pouze bratr Josef Pubal a sestry Marie, Anna a Aloisie.
Po teologických studiích (v letech 1870-1871 v Biskupském semináři v Českých Budějovicích, v letech 1871-1874 na Katolické teologické fakultě Univerzity Karlovy) byl 28. října 1874 vysvěcen na kněze, od 2. prosince 1874 do 16. srpna 1878 byl kaplanem v Jindřichovicích a 17. srpna 1878 se přistěhoval na faru v obci Sluhy, kam byl rozhodnutím hraběnky Nostitzové přidělen.
Páter František Pubal zemřel roku 1923 ve dvaasedmdesáti letech v Brandýse nad Labem, v nynější ulici Jiřího Wolkera. Pohřben je na hřbitově ve Sluhách. Za doby dvou totalitních režimů nebyl jeho odkaz s výjimkou historických informací z Kroniky sluzské připomínán, po změně společenských poměrů se jeho jméno začíná objevovat alespoň v regionálním tisku. Jako regionální osobnost figuruje v několika publikacích o středním Polabí, v celostátním odborné časopise „Společenskovědní předměty“ jsou publikovány výňatky z jeho deníku (III. ročník, č. 2, rok 2003). Jako literárně činná osobnost regionu je zařazen rovněž do doplňkové středoškolské učebnice literatury vydané gymnáziem Brandýs nad Labem. Stručný medailon Františka Pubala je také součástí dvou filmových dokumentů o regionu.

## Dílo
- Kronika sluzská – zachycuje dějiny vesnic Sluhy, Mratín, Veliký Brázdim, Malý Brázdim, Nový Brázdim a mlýna Podháje od konce 10. století, o primární prameny se důsledně opírá od století šestnáctého. Dosud jedno z nejvýznamnějších děl regionální historie, stále užíváno jako cenný zdroj informací. Pubalovými prameny byly: Zemské desky, Zemský archiv, Pražský musejní archiv, místodržitelský archiv, matriky a podobně. Celkem sbíral Páter Pubal informace a prameny třináct let. Práci na kronice začal v roce 1898, dokončena byla roku 1911. Vyšla vlastním nákladem autorovým, tiskem Josefa Voctáře v Brandýse nad Labem.

Kronika sluzská není jen dílem historiografickým. František Pubal se v ní vyjadřoval také k aktuálnímu dění v obci, text obsahuje osobní úvahy, odkazy, poděkování apod.
Stejně cenný, i když veřejnosti téměř neznámý je deník pátera Pubala. Dochoval se jednak originál (umístěn v oblastním archivu v obci Přemyšlení), jednak neúplný opis pořízený neteří Pubalovy služebné Marie Kostkové. Tento deník představuje cenné autentické svědectví o životě polabských obcí v průběhu 36 let a o proměně postavení církve v tradiční venkovské společnosti. Ani v tomto případě ovšem nejde o prostý chronologický záznam událostí, nýbrž o dílo prokládané úvahami, zamyšleními, ale i řadou mučivých otázek bez odpovědí.
Z dalších písemných památek po otci Pubalovi víme o existenci sborníku písní a o rukopisném sborníku homilií. Sborník písní se doposud nepodařilo nalézt (pozůstalost byla z velké části ztracena), naopak o nevratném zničení sborníku homilií máme bohužel jistotu. Několik krátkých Pubalových textů se dochovalo v časopise Naše Polabí z dvacátých let 20. století.